# Gran Valencia Fútbol Club
El Gran Valencia Fútbol Club, también conocido como Gran Valencia, fue un club de fútbol profesional venezolano que tenía sede en Valencia, estado Carabobo. Jugaba en la Primera División de Venezuela y disputaba sus partidos como local en el Estadio Polideportivo Misael Delgado. Desapareció al final de la temporada 2021 por problemas económicos.

## Historia
El 10 de julio de 2014 fue fundado el club bajo el nombre Gran Valencia Fútbol Club en la ciudad de Valencia. El equipo nació luego de que un grupo de empresarios liderados por el Ing. Carlo Rocco y el Sr. Luigi Pacifico adquirieran los derechos deportivos del Sport Club Guaraní.
El conjunto que lleva un águila bicéfala en su escudo, hizo su estreno oficial el 9 de agosto de 2014, en un partido disputado en el Estadio Salvador de la Plaza de Puerto La Cruz, donde igualó cero a cero ante el Deportivo Anzoátegui "B", en lo que significaba el inicio del Torneo Apertura 2014 de la segunda división. El 23 de agosto del mismo año, obtuvieron su primera victoria al vencer 0:2 a Diamantes de Guayana en Ciudad Guayana, juego en el que el zuliano Édgar Rito anotara el primer gol en la historia de la institución.
En 2021, el equipo vuelve a cambiar de nombre siendo Gran Valencia Fútbol Club. En la temporada 2021, Gran Valencia queda fuera de la fase final tras un empate ante el Deportivo Lara en la última fecha del torneo. Al año siguiente el equipo desaparece, si bien apareció en la lista de equipos inscritos de esa temporada, no se le permitió participar por no cumplir con los requisitos de la licencia de clubes.

### Denominaciones
| Año  | Nombre                            |
| ---- | --------------------------------- |
| 2014 | Gran Valencia Fútbol Club         |
| 2018 | Gran Valencia Maracay Fútbol Club |
| 2021 | Gran Valencia Fútbol Club         |

## Uniforme
- Uniforme titular: camiseta:verde con blanco por los hombros, pantalón:verde, medias:verde .
- Uniforme alternativo: camiseta:blanco con verde por los hombros, pantalón:blanco, medias:blanca con verde.

### Evolución del uniforme
| 2015-2016 Local | 2015-2016 Visitante | 2017 Titular | 2017 Visitante | 2017 Tercero |  |

### Indumentaria y patrocinador
| Periodo   | Proveedor        |
| --------- | ---------------- |
| 2014-2016 | Sin Indumentaria |
| 2017      | Winner Sport     |

| Periodo         | Patrocinador                               |
| --------------- | ------------------------------------------ |
| 2014-2016       | Sin patrocinador                           |
| 2017-Actualidad | Molmed Industrial / Samoa / Facus / Moldus |

## Estadio
Disputa sus partidos de local en el estadio Giuseppe Antonelli de la ciudad de Maracay. Este estadio lleva el nombre de su fundador Giuseppe Antonelli Ferri. El estadio es además el hogar de la Academia San José, propietaria del recinto inaugurado en el año de 1992.

## Datos del club
- Temporadas en 1.ª División: 2 (2020, 2021)
- Temporadas en 2.ª División: 6 (2014-2015, Torneo de Adecuación 2015, 2016, 2017, 2018, 2019)
- Temporadas en 3.ª División: 0